# Мунтяну, Михаил Иванович
Михаи́л Ива́нович Мунтя́ну (рум. Mihai Munteanu; род. 15 августа 1943, с. Крива, жудец Хотин, Бессарабия, Королевство Румыния) — советский, молдавский оперный певец (лирико-драматический тенор), педагог. Народный артист СССР (1986). Лауреат Государственной премии Молдавской ССР (1988).

## Биография
Михаил Мунтяну родился 15 августа 1943 в селе Крива (ныне в Бричанском районе Молдавии).
В 1971 году окончил Государственный институт искусств им. Г.Музическу (ныне Академия музыки, театра и изобразительных искусств) в Кишинёве.
С 1971 года — солист Молдавского театра оперы и балета (ныне Национальный театр оперы и балета Республики Молдова им. М. Биешу) в Кишинёве. В 1977—1978 годах стажировался в театре «Ла Скала» (Милан, Италия).
Выступал и как концертный певец. Разнообразен камерный репертуар певца.
Гастролировал по городам СССР и за рубежом: Германия, Болгария, Румыния, Венгрия, Польша, Великобритания, Франция, Японии, Италия, Филиппины, США, Дания, Израиль.
С 1983 года преподаёт в Молдавской консерватории им. Г. Музическу в Кишинёве (позже Академия музыки им. Г. Музическу, ныне Академия музыки, театра и изобразительных искусств) (профессор, заведующий вокальной кафедрой).
Неоднократно входил в жюри международных конкурсов вокалистов.
В 1996—1997 годах — генеральный директор Национального театра оперы и балета Республики Молдова.
Народный депутат СССР (1989—1991).
В 2014 году, в Молдавии издан двухтомник «Жизнь, посвященная опере» о жизни и творчестве Михаила Мунтяну.

### Семья
Женат, имеет сына (работает в Европе, в ОБСЕ) и дочь с внуком (живут в США).

## Звания и награды
- Заслуженный артист Молдавской ССР[4]
- Народный артист Молдавской ССР (1980)
- Народный артист СССР (1986)
- Государственная премия Молдавской ССР (1988)
- Орден «Знак Почёта»
- Орден Республики (Молдавия) (1993)
- Кавалер ордена «За заслуги перед культурой»[рум.] в категории D «Исполнительское искусство» (Румыния, 2016)[5].
- Почётный гражданин Кишинёва (28 октября 2010 года)[6].
- Национальная премия Республики Молдова (21 августа 2013 года, Правительство Молдавии)[7].
- Премия имени Давида Гершфельда (Еврейский культурный центр КЕДЕМ, Кишинёв, 2011)
- Медаль Святого Штефана чел Маре
- Медаль Джузеппе Верди (Парма, Италия)
- Почётная медаль «Джордже Энеску» (Университет искусств, музыки и драмы им. Дж. Энеску, Яссы, Румыния, 2007)
- Межгосударственная премия СНГ «Звёзды Содружества» за 2014 год[8].

## Партии
- «Риголетто» Дж. Верди — Герцог
- «Травиата» Дж. Верди — Альфред
- «Аида» Дж. Верди — Радамес
- «Сила судьбы» Дж. Верди — Альваро
- «Отелло» Дж. Верди — Отелло
- «Дон Карлос» Дж. Верди — Дон Карлос
- «Набукко» Дж. Верди — Измаил
- «Евгений Онегин» П. И. Чайковского — Ленский
- «Кармен» Ж. Бизе — Хозе
- «Сельская честь» П. Масканьи — Турриду
- «Пиковая дама» П. И. Чайковского — Герман
- «Трубадур» Дж. Верди — Манрико
- «Сергей Лазо» Д. Г. Гершфельда — Сергей Лазо
- «Чародейка» П. И. Чайковского — Княжич
- «Мадам Баттерфляй» Дж. Пуччини — Пинкертон
- «Тоска» Дж. Пуччини — Каварадосси
- «Иоланта» П. И. Чайковского — Водемон
- «Турандот» Дж. Пуччини — Калаф
- «Бал-маскарад» Дж. Верди — Ричард
- «Норма» В. Беллини — Поллион
- «Паяцы» Р. Леонкавалло — Канио
- «Любовный напиток» Г. Доницетти — Неморино
- «Пертская красавица» Ж. Бизе — Смит
- «Самсон и Далила» К. Сен-Санса — Самсон
- «Адриана Лекуврёр» Ф. Чилеа — Маурицио (граф Мориц Саксонский)

## Озвучивание
Голос певца звучит в художественных кинофильмах:
- 1979 — Песнь любви (документальный)
- 1981 — «Флория Тоска» (фильм-опера, вокальная партия Каварадосси)